# Millettia bipindensis
Millettia bipindensis är en ärtväxtart som beskrevs av Hermann August Theodor Harms. Millettia bipindensis ingår i släktet Millettia och familjen ärtväxter. Inga underarter finns listade i Catalogue of Life.